# Kreuzlingen
Kreuzlingen är en stad och kommun i distriktet Kreuzlingen i kantonen Thurgau i Schweiz. Kommunen har 23 241 invånare (2023). Kreuzlingen är huvudort i distriktet med samma namn.
Staden ligger vid Bodensjön, på gränsen till Tyskland. Kreuzlingen är den största schweiziska staden vid Bodensjön och är sammanvuxen med den tyska staden Konstanz. Sammantaget har Kreuzlingen och Konstanz cirka 100 000 invånare. Kreuzlingen hette fram till 1874 officiellt Egelshofen.
En majoritet (86,2 %) av invånarna är tyskspråkiga (2014). En italienskspråkig minoritet på 2,9 % lever i kommunen. 33,8 % är katoliker, 23,5 % är reformert kristna och 42,7 % tillhör en annan trosinriktning eller saknar en religiös tillhörighet (2014).

## Bildgalleri

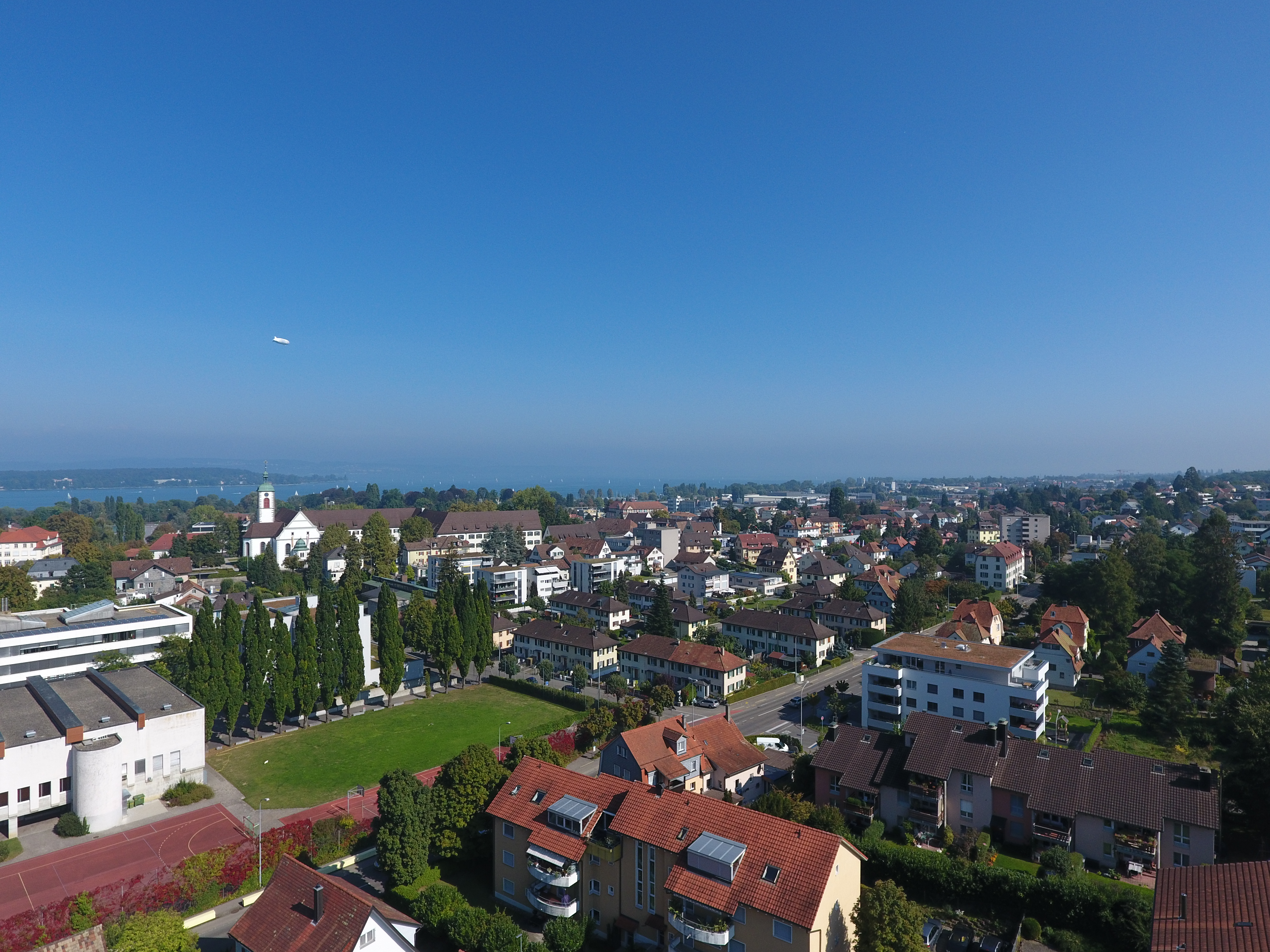
Vy över Kreuzlingen.
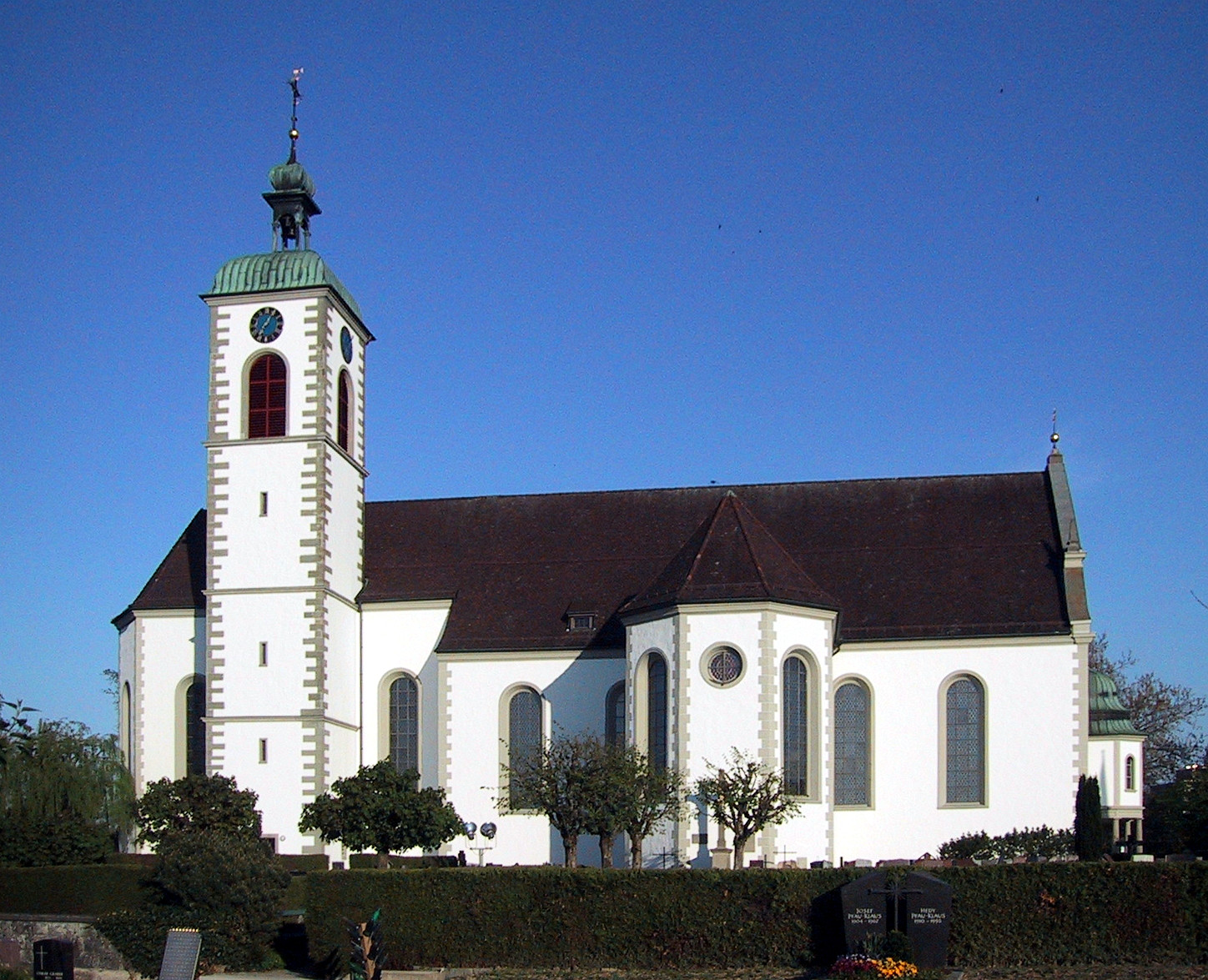
Klosterkyrkan St. Ulrich.
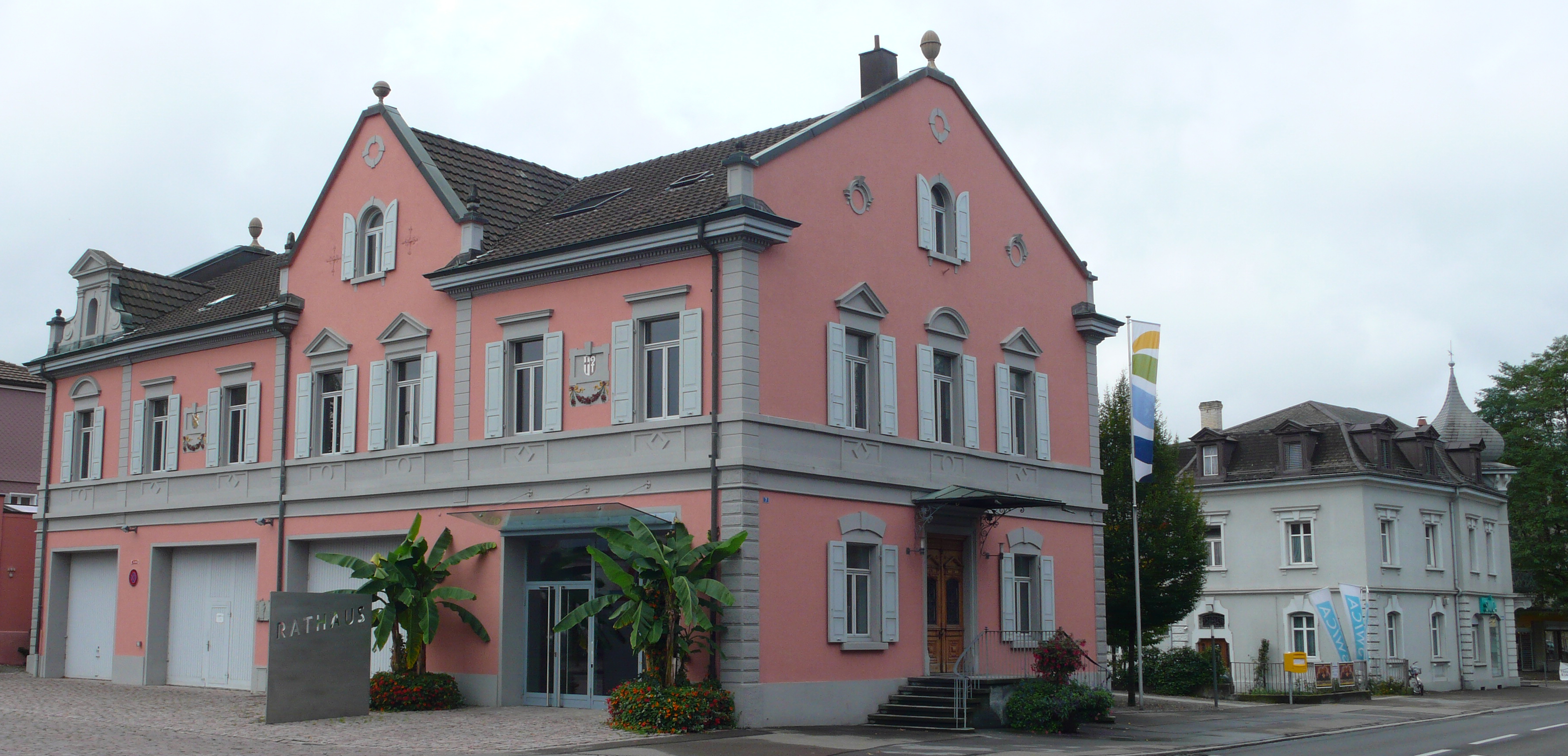
Stadshuset i Kreuzlingen.